# Copridaspidus peregrinus
Copridaspidus peregrinus är en skalbaggsart som beskrevs av Edgar von Harold 1878. Copridaspidus peregrinus ingår i släktet Copridaspidus och familjen bladhorningar. Inga underarter finns listade i Catalogue of Life.